# Варені раки
Раки — закуска з цілих варених річкових раків з додатковими інгредієнтами або без них. 

## Приготування
Дослідження показали, що раки не вмирають одразу, коли їх варять живцем, і реагують на біль так само, як і ссавці. Під час цього процесу виділяється гормон стресу кортизол, який призводить до утворення молочної кислоти в м'язах, що робить м'ясо кислим на смак. 
У домашніх умовах живих раків також треба готувати більш гуманно, спочатку заморозивши їх на кілька годин до втрати свідомості, потім зруйнувавши їхню центральну нервову систему вздовж черевця, розрізавши рака довгим ножем по центру перед приготуванням.
Після більш гуманного вбивства, зазначеного вище, розморожених раків кладуть у посуд з холодною водою або молоком на кілька хвилин. Потім їх кидають у киплячу підсолену воду й варять близько 10–15 хвилин.. До каструлі можна також додати моркву, цибулю, зелень (петрушку, кріп), лавровий лист), листя кропиви.
Складніші способи приготування — обсмажування в олії, додавання під час варіння білого вина, сметани, гвоздики, кмину, перцю та ін. Раки у слов'ян традиційно вважаються однією з найкращих закусок до пива, однак скандинави використовують їх з аквавітою.
Усі частини тушки раку їстівні, крім панцира, вусів і травного тракту, але нерідко їдять тільки м'ясо клешнів та черевця (називається в побуті «хвостом» або «раковими шийками»).

## Подача
Перед подачею на стіл раків можуть поливати відваром, в якому вони варилися, як також і готувати спеціальний раковий соус (суміш відвару, борошна та олії).
До раків подають спеціальний ніж і виделочку, великі серветки - підв'язувати, достатню кількість паперових серветок і миски з водою для миття рук, а також нарізаний лимон, якщо раків їдять руками. Насамперед відламують клешні, потім ножем відокремлюють їхні кінчики. М'ясо з клешні витягають виделочкою. Після цього відокремлюють ноги від тулуба й розламують рака між грудним панциром і хвостовою частиною..

## Поширення
Завдяки простоті практикується по всьому ареалу річкових раків. Однак найбільшою любов'ю користується в кухнях слов'янських та скандинавських народів. У скандинавів серпневі літні застілля з поїданням раків називаються «Свято раків» (Rapujuhlat). Традиція свята зародилася у Швеції.

## Галерея

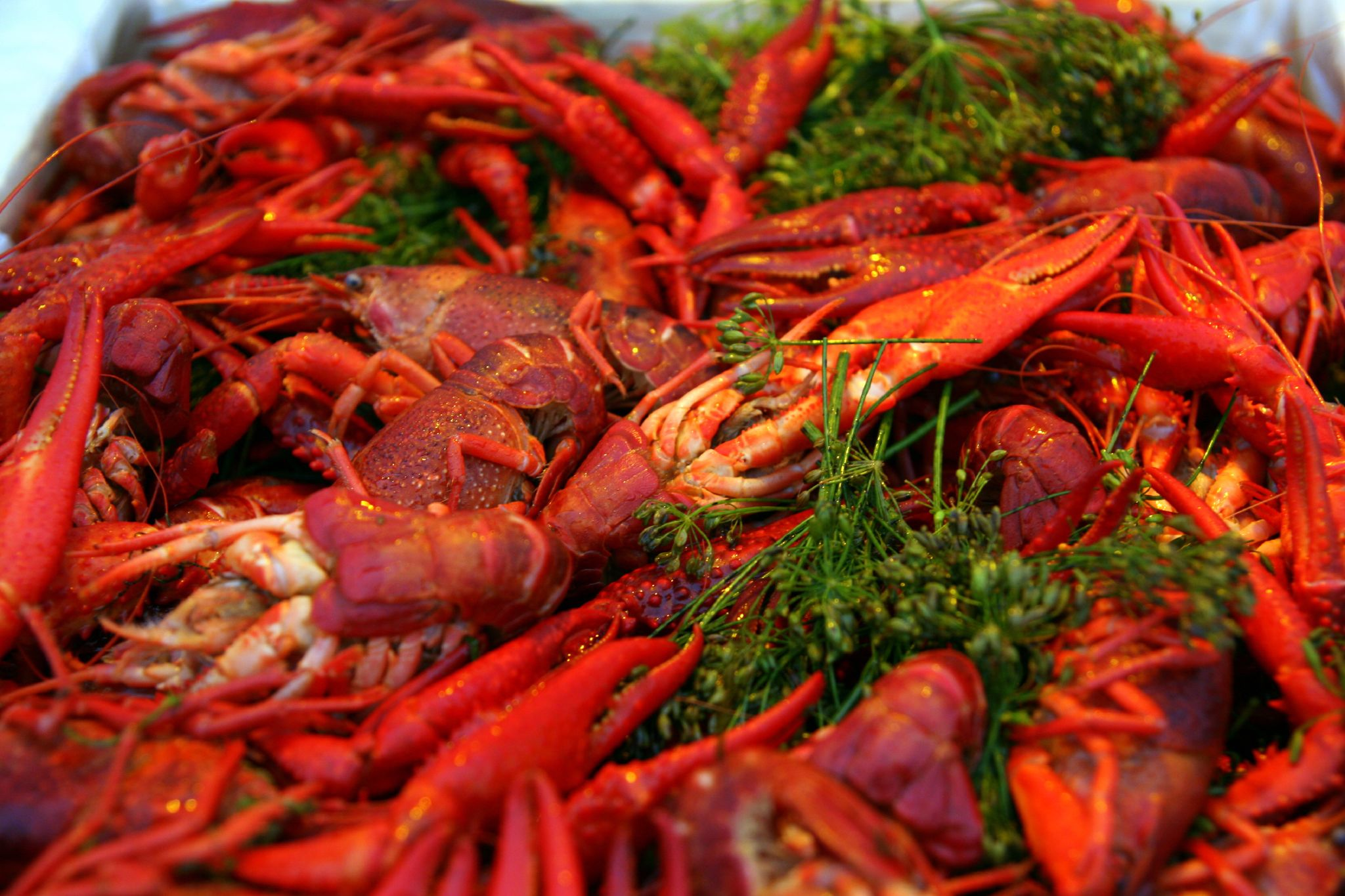
Раки варені з кропом
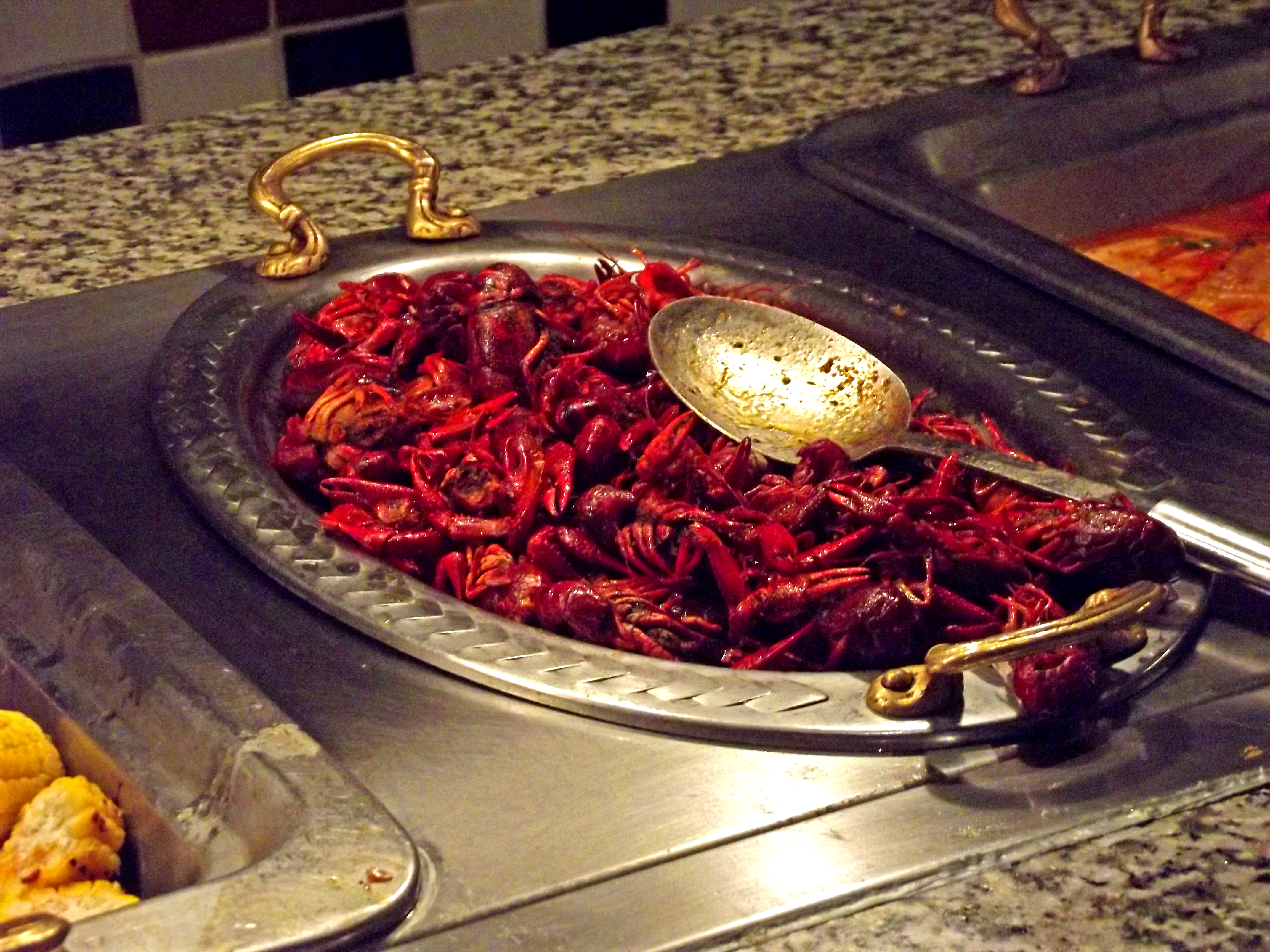
Подача раків на шведському столі, Лас-Вегас
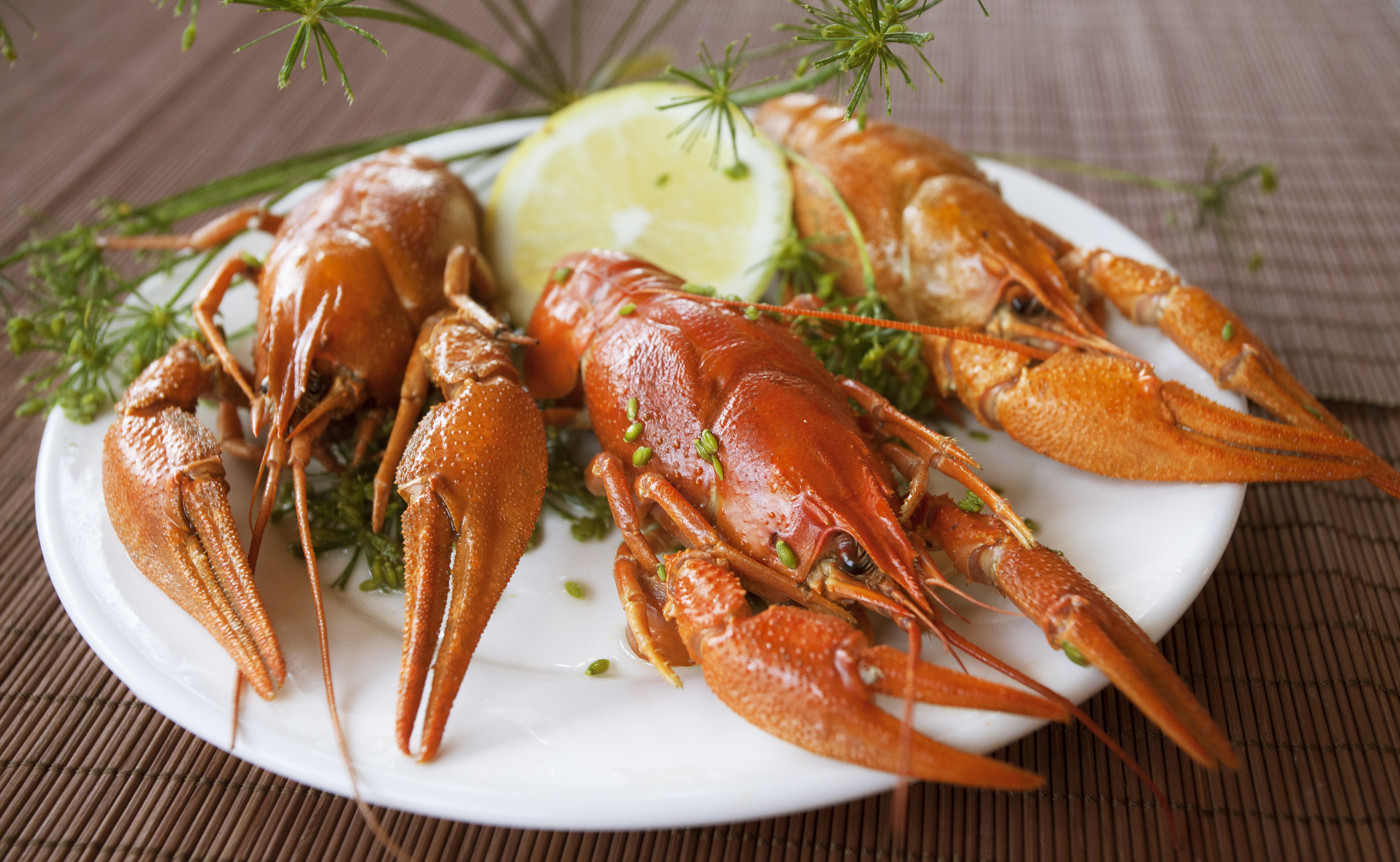
Подача з лимоном (у США використовують також лайм)